# Erna Witt

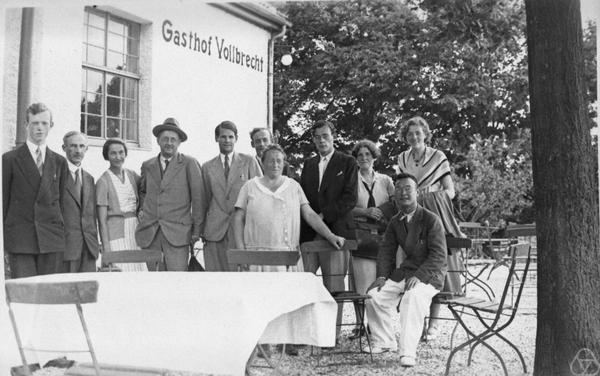
Erna Bannow (ganz rechts hinten) und ihr späterer Mann Ernst Witt (ganz links) 1932 bei Göttingen

Erna Witt, geb. Bannow (* 6. Oktober 1911 in Schlawe, Pommern; † 14. Dezember 2006 in Hamburg), war eine deutsche Mathematikerin, Politikerin der Freien Demokratischen Partei und Abgeordnete der Hamburgischen Bürgerschaft.

## Leben und Wirken
Erna Witt legte ihr Abitur auf dem Oberlyzeum in Merseburg ab und studierte dann Mathematik und Philosophie an den Universitäten Marburg, Bonn und Göttingen. In Göttingen war sie Schülerin von Emmy Noether und 1933 Erstunterzeichnerin einer Petition von Studierenden an den Kurator der Universität gegen den Entzug der Lehrerlaubnis Noethers. Nach einer Unterbrechung ihres Studiums kam sie zu Emil Artin an die Universität Hamburg. 

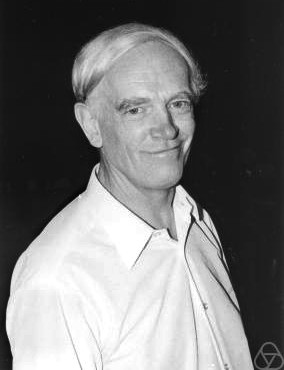
Ernst Witt 1970

 Am 25. Juli 1939 wurde sie mit einer von Ernst Witt betreuten Dissertation über Cayley-Zahlen zum Dr. rer. nat. promoviert. 1940 heiratete sie Ernst Witt und wurde Hausfrau. Das Paar hatte zwei Töchter.
Im Jahr 1949 trat Erna Witt in die FDP ein. Für ihre Partei saß sie von 1950 bis 1952 im Ortsausschuss Fuhlsbüttel. Von 1957 bis 1961 amtierte sie als Vorsitzende der FDP-Fraktion im Bezirksausschuss Hamburg-Nord. Dort engagierte sich für eine Reduzierung des Lärms, den die Werft der Lufthansa am Flughafen Hamburg verursacht und forderte unter anderem den Bau einer Lärmschutzhalle. Zudem sprach sie sich für eine bessere Ausstattung des Bezirks mit Kinderspielplätzen aus. In den 1960er Jahren zog sie nach Othmarschen um.
Am 1. Dezember 1963 wurde sie Abgeordnete der Hamburger Bürgerschaft. Als Nachrückerin nahm sie im Landesparlament bis 1966 den Platz anstelle von Hans Biermann-Rathjen ein, der als Kultursenator sein Mandat als Abgeordneter niederlegte. Sie gehörte den Ausschüssen für Inneres und zur Bekämpfung der Luft- und Wasserverunreinigung sowie dem Gesundheitsausschuss, dem Rechtsausschuss, dem Eingabenausschuss und dem Sonderausschuss für Fernwärme an.

## Schriften
- Die Automorphismengruppen der Cayley-Zahlen. Diss. Hamburg 1939